# 毛宁 (歌手)
毛宁（1969年5月23日—），中国大陆流行音乐歌手，辽宁沈阳人。1993年凭借歌曲《涛声依旧》成名。2000年11月22日晚，在北京市朝阳区呼家楼北里遇刺受伤。2005年复出。2007年参加香港回归十周年的相关演出。

## 生平
1969年5月23日，毛宁出生于辽宁沈阳。1990年，毛宁南下广州，签约广州新时代影音公司，于1992年发行个人首张音乐专辑《请让我的情感留在你身边》，正式出道，同年获广东省最受欢迎男歌手。1993年，发行专辑《晚秋》，并于1994年获全国十大歌手奖。在遇刺事件后，2012年4月25日发行音乐专辑《十二种毛宁》复出。2014年8月，担任辽宁卫视全媒体音乐节目《梦想音乐节》主持人。
他与杨钰莹（同为广州新时代影音公司的签约歌手）被称为“金童玉女”，两人曾于1994年举办名为《金童玉女上海金秋演唱会》的全国巡回演唱会。不过毛宁父亲表示他也很喜欢杨钰莹，而且还要求毛宁把杨钰莹娶回来。

## 私人生活
在2000年遇刺事件之後，毛寧意外受傷，陷入了人生和事業的最低谷，並有人宣稱自己是毛寧男友。
2009年，毛寧在接受《深圳晚報》採訪時對媒體謠傳做出回應：「我這個人特別不愛八卦，不喜歡上網。我19歲入行，到現在快20年了。那時候我們根本不知道去防備，媒體也很單純。現在社會在變，媒體也不斷在變。現在做藝人，要做好思想準備，誰都有一些不公平和無奈。前陣子有個人在網上說是暗戀我多年，很多我的朋友看了新聞都給我打電話了，瞿穎也給我打電話了。說這種東西一看就是假的，挺噁心的。我說什麼事情啊？我還不知道呢。現在做演員，得有好的心理質素，別人怎麼說，說什麼，別太在意。正面的意見和建議我們要接受，但有些事情，發展到這種程度，自己清就行了。」
毛寧對感情生活的回應是，尊重伴侶意見，感情事絕不張揚。

## 涉毒
2015年11月27日，《新京报》发布新闻，毛宁因吸毒被北京警方抓获。同年12月11日，毛宁出席了丁薇的北京演唱会。12日，《法制晚报》报道称，毛宁因不符合羁押条件而获释。